# Anisodes rufistigma
Anisodes rufistigma là một loài bướm đêm trong họ Geometridae.